# اندیس شمال درح ۲
شمال درح ۲ یک اندیس فلزی است که در حوالی شهر مهرود استان خراسان قرار دارد و مادهٔ معدنی موجود در آن، مس است.  